# La Dernière Femme
La Dernière Femme (también conocida como La última mujer, en italiano L'Ultima donna) es una película franco-italiana de 1975 dirigida por Marco Ferreri.

## Sinopsis
Gerard, adepto a la moto es un ingeniero en una fábrica de Créteil (Val-de-Marne). Abandonado por su mujer que se ha sumado a las filas del Movimiento de liberación de las mujeres debe criar solo a su hijo, Pierrot. Obligado a regresar a casa tras una huelga técnica, pasa a recoger a su hijo en la guardería cuando conoce a Valérie. Esta bella puericultora a punto de viajar a Túnez con Michel, un amante ocasional, se compromete a irse a vivir por un tiempo al apartamento de Gerard. Sus relaciones sensuales les hacen olvidar el carácter desesperante del entorno. Forman una pareja. El niño se suma a sus juegos amorosos. Valérie desarrolla pronto sentimientos maternales y posteriormente simpatiza con Gabrielle que acaba de hacerle una visita con René, un amigo de Gérard. Pronto Valérie, dándose cuenta de que no es más que una mujer objeto para Gérard cuyos celos van en aumento, ser rebela y le rechaza. Gérard no acepta el cuestionamiento, así que el conflicto es inevitable. Para asegurar su virilidad intenta en vano seducir a Benïte, una vecina. Tras una violenta disputa con Valérie se castra con un cuchillo eléctrico.

## Reparto
- Ornella Muti: Valérie
- Gérard Depardieu: Gérard
- Michel Piccoli: Michel
- Renato Salvatori: René
- Giuliana Calandra: Benoîte
- Zouzou: Gabrielle
- Benjamin Labonnelie: Pierrot
- Nathalie Baye

## Premios y nominaciones

### Premios Cesar
| Año  | Categoría   | Nominado         | Resultado |
| ---- | ----------- | ---------------- | --------- |
| 1977 | Mejor Actor | Gérard Depardieu | Nominado  |

## Distribución
- Estreno en Francia : 21 de abril de 1976
- Estreno en Estados Unios : 6 de junio de 1976
- Estreno en Italia : agosto de 1976
- Estreno en Alemania : 12 de septiembre de 1976